# Kabdebó Katalin
Kabdebó Katalin (Budapest, 1954. május 11.) Balázs Béla-díjas vágó.

## Életpályája
Erdélyi örmény nemesi Kápdebó család leszármazottja. 1968–1972 között a Teleki Blanka Gimnázium diákja volt. 1972–1994 között a Mafilm gyakornoka volt. 1973 óta vágóasszisztens. 1977–1980 között a Színház- és Filmművészeti Főiskola filmvágó szakos hallgatója volt. 1980 óta vágóként dolgozik. 1994 óta a Duna Televízió munkatársa.
Sára Sándor, Jancsó Miklós, Erdős Pál, Grunwalsky Ferenc, Xantus János, Zolnay Pál, Elek Judit, Sopsits Árpád munkatársa volt.

## Filmográfia
- Sámán (1977)
- Eszkimó asszony fázik (1983)
- Az óriás (1984)
- Hülyeség nem akadály (1985)
- A menyasszony gyönyörű volt (1986)
- Magic - A Queen Budapesten (1987)
- Tutajosok I.-II. (1989)
- Szoba kiáltással (1990)
- Video Blues (1992)
- Nyomkereső (1992)
- Indiai képsorok (1997)
- Az én folyóm (2001)
- A Tékozló Szindbád - Huszárik Zoltán (2001)
- Elégia Huszárik Zoltánról (2002)
- Táncalak (2002)
- Az ember, aki nappal aludt (2003)
- Haraszty István (2003)
- Szabó István - Tálentum-sorozat (2003)
- Kiliki a Földön (2004)
- Morfium (2005)
- Üvegfal (2005)
- Indián nyár (2006)
- Budakeszi srácok (2006)
- 7 év (2006)